# Kristina Nordström
Kristina Anette Nordström, född 12 december 1955 i Spånga församling i Stockholm, är en svensk socialdemokratisk politiker, som mellan 1995 och 1998 var riksdagsledamot för Stockholms kommuns valkrets.